# NGC 3586
NGC 3586 ist ein Emissionsnebel im Sternbild Kiel des Schiffs.
Das Objekt wurde am 14. März 1834 von dem britischen Astronomen John Herschel entdeckt.